# سان چیپریانو دآورسا
سان چیپریانو دآورسا (به ایتالیایی: San Cipriano d'Aversa) یک کومونه در ایتالیا است که در استان کسرتا واقع شده‌است. سان چیپریانو دآورسا ۶٫۲ کیلومتر مربع مساحت و ۱۳٬۰۸۵ نفر جمعیت دارد.